# Corriente de Cromwell

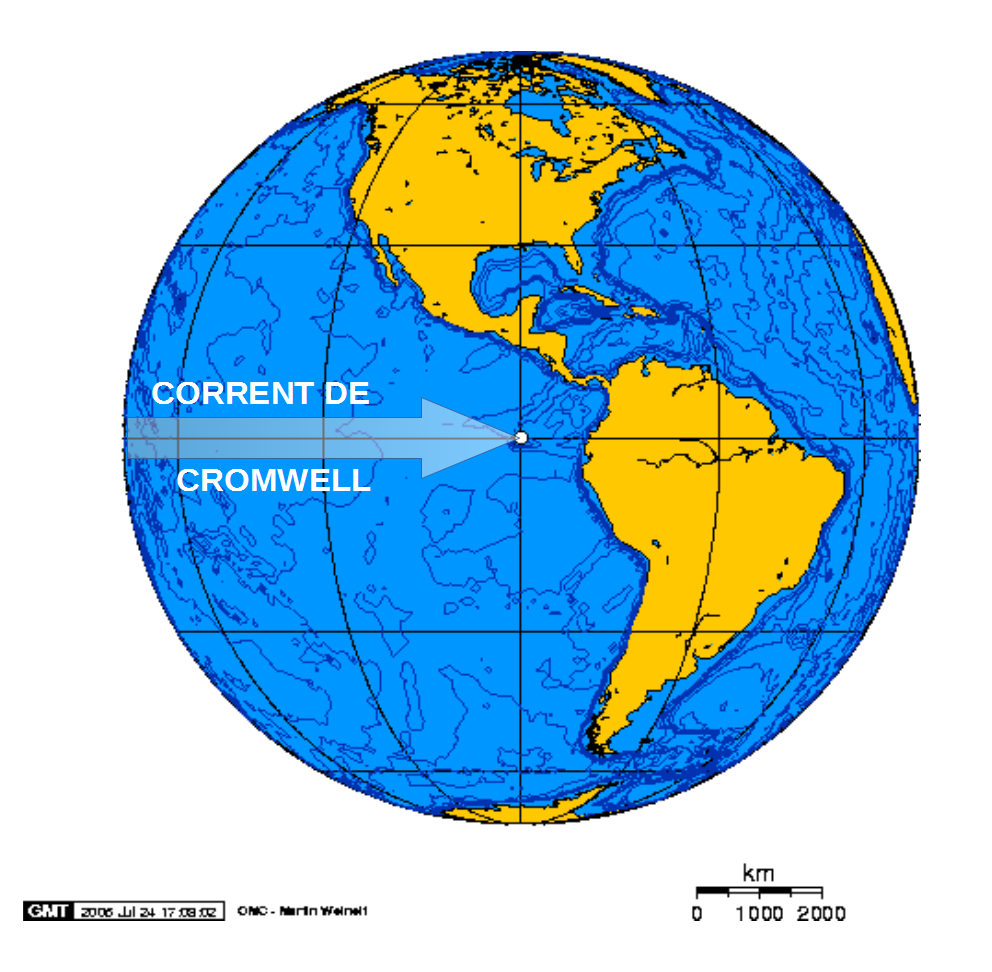
Corriente de Cromwell terminando en Galápagos.

La corriente de Cromwell (también llamada Corriente subsuperficial ecuatorial) es una contracorriente subsuperficial que fluye hacia el este que se extiende a todo lo largo del ecuador en el océano Pacífico y está situada entre 100 y 300 metros de profundidad, frecuentemente por debajo de la corriente Ecuatorial del Sur y entre las latitudes 2°N y 2°S aproximadamente.
Tiene 400 kilómetros de ancho y fluye hacia el este. Se oculta a 100 metros de profundidad en el océano Pacífico en el ecuador y es relativamente estrecha en profundidad en comparación con otras corrientes oceánicas al tener sólo una profundidad de 100 pies (30,40 metros). Tiene mil veces el volumen del río Misisipi y su longitud es de 13 000 km. Mientras las corrientes en la superficie del Pacífico fluyen hacia el oeste, ésta lo hace en dirección contraria; el punto de cambio de sentido está a alrededor de 40 metros por debajo de la superficie, y la corriente llega hasta alrededor de 400 metros. El caudal total es de alrededor de 30 000 000 metros cúbicos por segundo. La velocidad más alta es 1,5 m/s (es alrededor del doble de rápido que la corriente superficial que va al oeste)
La corriente de Cromwell fue descubierta en el año 1952 por Townsend Cromwell, un investigador del Laboratorio de Honolulu. Estaba investigando la deriva en la región ecuatorial del océano Pacífico. En 1951 investigadores a bordo del buque de investigación del U. S. Fish and Wildlife Service estaban entreteniéndose en un lugar de pesca con palangre. Se dieron cuenta de que el aparejo de pesca que estaban bastante por debajo de la superficie se movía hacia el este. Esto era algo inusual, debido a que las corrientes en superficie del océano Pacífico fluyen hacia el oeste en el ecuador. Al año siguiente, Townsend Cromwell lideró una partida de investigación para observar cómo las corrientes del océano variaban en función de la profundidad. Descubrieron una corriente que fluía rápidamente hacia el este en las capas profundas de la superficie. Cromwell murió en 1958 cuando su avión se estrelló en ruta hacia una expedición oceanográfica.
El fenómeno de El Niño supone que en el Pacífico ocurre lo contrario que en situaciones normales. El agua superficial es soplada hacia el oeste por los vientos preponderantes y las aguas profundas se ven obligadas a aflorar para reemplazarlas. De vez en cuando, el agua superficial se transporta en sentido contrario cruzando el océano, trayendo aguas cálidas a las costas orientales del Pacífico. En los años en los que no se produce El Niño, la corriente de Cromwell se ve obligada a salir a la superficie por los volcanes cerca de las islas Galápagos, en lo que se llama surgencia. Sin embargo, en los años de El Niño la corriente no surge de esta manera. Las aguas alrededor de las islas están por lo tanto considerablemente más calientes durante El Niño que en el resto de los años.
La corriente de Cromwell es rica tanto en oxígeno como en nutrientes. Un gran número de peces se concentran en ella. La surgencia cerca de las Galápagos proporciona alimento al pingüino de las Galápagos y a sus animales. La surgencia, sin embargo, es un fenómeno esporádico; no aparece de manera regular así que el suministro de comida es irregular. Los pingüinos tienen varias adaptaciones para enfrentarse a esto, incluyendo versatilidad en los hábitos de alimentación.